# اشترمبرگ (هونزروک)
شهر اشترمبرگ (به آلمانی: Stromberg) در ایالت راینلند-فالتز در کشور آلمان واقع شده‌است.